# Leersia triandra
Leersia triandra är en gräsart som beskrevs av Charles Edward Hubbard. Leersia triandra ingår i släktet vildrissläktet, och familjen gräs. Inga underarter finns listade i Catalogue of Life.